# Didymocentrus sanfelipensis
Espèce
Didymocentrus sanfelipensis est une espèce de scorpions de la famille des Diplocentridae.

## Distribution
Cette espèce est endémique de Cuba. Elle se rencontre dans la province de Ciego de Ávila à Florencia, dans la province de Sancti Spíritus à Jatibonico et dans la province de Villa Clara à Santa Clara.

## Description
Les mâles mesurent de 32,04 à 40,99 mm et les femelles de 32,84 à 43,96 mm.

## Étymologie
Son nom d'espèce, composé de sanfelip[e] et du suffixe latin -ensis, « qui vit dans, qui habite », lui a été donné en référence au lieu de sa découverte, Sabanas de San Felipe.

## Publication originale
- Armas, 1976 : Escorpiones de archipielago Cubano. VI. Familia Diplocentridae (Arachnida: Scorpionida). Poeyana, no 147, p. 1-35.